# Di'Shon Bernard
Di'Shon Bernard (Wandsworth, 14 ottobre 2000) è un calciatore inglese naturalizzato giamaicano, difensore dello Sheffield Weds e della nazionale giamaicana.

## Carriera

### Club
Bernard è entrato a far parte dell'Academy del Manchester Utd all'età di 16 anni nel 2017, dopo aver precedentemente giocato nelle giovanili del Chelsea. Ha esordito in prima squadra il 28 novembre 2019 nel corso di una partita di UEFA Europa League contro l'Astana realizzando un'autorete.
Il 16 ottobre 2020 si è trasferito in prestito al Salford City in Football League Two. Ha debuttato il 24 ottobre contro il Crawley Town ed il 2 dicembre ha segnato la sua prima rete, contro il Carlisle Utd. Il 15 gennaio 2021 il prestito è stato prorogato fino al termine della stagione. Il 30 luglio 2021 è andato in prestito all'Hull City fino al termine della stagione. Ha debuttato in Football League Championship il 21 agosto contro il Fulham. Rientrato allo United, ha trascorso la prima parte di stagione con la formazione Under-21 prima di passare, nuovamente in prestito, al Portsmouth in Football League One.
Il 12 giugno 2023 il Manchester United ha annunciato l'addio del difensore al termine della stagione in seguito alla scadenza del contratto.

### Nazionale
Ha debuttato con la nazionale giamaicana il 15 giugno 2023 in un'amichevole contro il Qatar. È stato incluso fra i convocati per la CONCACAF Gold Cup 2023.

## Statistiche

### Presenze e reti nei club
Statistiche aggiornate al 29 giugno 2023.
| Stagione        | Squadra         | Campionato      | Campionato | Campionato | Coppe nazionali | Coppe nazionali | Coppe nazionali | Coppe continentali | Coppe continentali | Coppe continentali | Altre coppe | Altre coppe | Altre coppe | Totale | Totale | Totale |
| Stagione        | Squadra         | Comp            | Pres       | Reti       | Comp            | Pres            | Reti            | Comp               | Pres               | Reti               | Comp        | Pres        | Reti        | Pres   | Reti   |        |
| --------------- | --------------- | --------------- | ---------- | ---------- | --------------- | --------------- | --------------- | ------------------ | ------------------ | ------------------ | ----------- | ----------- | ----------- | ------ | ------ | ------ |
| 2019-2020       | Manchester Utd  | PL              | 0          | 0          | FACup+CdL       | 0               | 0               | UEL                | 1                  | 0                  | -           | -           | -           | 1      | 0      |        |
| 2020-2021       | Salford City    | FL2             | 30         | 2          | FACup+CdL       | 1+0             | 0               |                    | -                  | -                  | EFL Trophy  | 0           | 0           | 31     | 2      |        |
| 2021-2022       | Hull City       | FLC             | 26         | 0          | FACup+CdL       | 1+1             | 0               |                    | -                  | -                  | EFL Trophy  | 0           | 0           | 28     | 0      |        |
| gen.-giu. 2023  | Portsmouth      | FL1             | 10         | 0          | FACup+CdL       | 0               | 0               |                    | -                  | -                  | EFL Trophy  | 0           | 0           | 10     | 0      |        |
| Totale carriera | Totale carriera | Totale carriera | 66         | 2          |                 | 3               | 0               |                    | 1                  | 0                  |             | 0           | 0           | 70     | 2      |        |

### Cronologia presenze e reti in nazionale
| Cronologia completa delle presenze e delle reti in nazionale ― Giamaica | Cronologia completa delle presenze e delle reti in nazionale ― Giamaica | Cronologia completa delle presenze e delle reti in nazionale ― Giamaica | Cronologia completa delle presenze e delle reti in nazionale ― Giamaica | Cronologia completa delle presenze e delle reti in nazionale ― Giamaica | Cronologia completa delle presenze e delle reti in nazionale ― Giamaica | Cronologia completa delle presenze e delle reti in nazionale ― Giamaica | Cronologia completa delle presenze e delle reti in nazionale ― Giamaica |
| Data                                                                    | Città                                                                   | In casa                                                                 | Risultato                                                               | Ospiti                                                                  | Competizione                                                            | Reti                                                                    | Note                                                                    |
| ----------------------------------------------------------------------- | ----------------------------------------------------------------------- | ----------------------------------------------------------------------- | ----------------------------------------------------------------------- | ----------------------------------------------------------------------- | ----------------------------------------------------------------------- | ----------------------------------------------------------------------- | ----------------------------------------------------------------------- |
| 15-6-2023                                                               | Ritzing                                                                 | Giamaica                                                                | 1 – 2                                                                   | Qatar                                                                   | Amichevole                                                              | -                                                                       | 65’                                                                     |
| 19-6-2023                                                               | Wiener Neustadt                                                         | Giamaica                                                                | 1 – 2                                                                   | Giordania                                                               | Amichevole                                                              | -                                                                       | 21’ 60’                                                                 |
| 28-6-2023                                                               | Saint Louis                                                             | Giamaica                                                                | 4 – 1                                                                   | Trinidad e Tobago                                                       | Gold Cup 2023 - 1º turno                                                | -                                                                       |                                                                         |
| 2-7-2023                                                                | Santa Clara                                                             | Giamaica                                                                | 5 – 0                                                                   | Saint Kitts e Nevis                                                     | Gold Cup 2023 - 1º turno                                                | 1                                                                       |                                                                         |
| 9-7-2023                                                                | Cincinnati                                                              | Guatemala                                                               | 0 – 1                                                                   | Giamaica                                                                | Gold Cup 2023 - Quarti di finale                                        | -                                                                       | 31’                                                                     |
| 12-7-2023                                                               | Paradise                                                                | Giamaica                                                                | 0 – 3                                                                   | Messico                                                                 | Gold Cup 2023 - Semifinale                                              | -                                                                       | 54’                                                                     |
| 12-9-2023                                                               | Kingston                                                                | Giamaica                                                                | 2 – 2                                                                   | Haiti                                                                   | CONCACAF Nations League 2023-2024 - 1º turno                            | -                                                                       | 74’ 84’                                                                 |
| 12-10-2023                                                              | Saint George's                                                          | Grenada                                                                 | 1 – 4                                                                   | Giamaica                                                                | CONCACAF Nations League 2023-2024 - 1º turno                            | -                                                                       |                                                                         |
| 15-10-2023                                                              | Port of Spain                                                           | Haiti                                                                   | 2 – 3                                                                   | Giamaica                                                                | CONCACAF Nations League 2023-2024 - 1º turno                            | -                                                                       |                                                                         |
| 18-11-2023                                                              | Kingston                                                                | Giamaica                                                                | 1 – 2                                                                   | Canada                                                                  | CONCACAF Nations League 2023-2024 - Quarti di finale                    | -                                                                       |                                                                         |
| 21-11-2023                                                              | Toronto                                                                 | Canada                                                                  | 2 – 3                                                                   | Giamaica                                                                | CONCACAF Nations League 2023-2024 - Quarti di finale                    | -                                                                       | 90’                                                                     |
| 21-3-2024                                                               | Arlington                                                               | Stati Uniti                                                             | 3 – 1 dts                                                               | Giamaica                                                                | CONCACAF Nations League 2023-2024 - Semifinale                          | -                                                                       |                                                                         |
| 24-3-2024                                                               | Arlington                                                               | Panama                                                                  | 0 – 1                                                                   | Giamaica                                                                | CONCACAF Nations League 2023-2024 - Finale 3º posto                     | -                                                                       |                                                                         |
| 6-6-2024                                                                | Kingston                                                                | Giamaica                                                                | 1 – 0                                                                   | Rep. Dominicana                                                         | Qual. Mondiali 2026                                                     | -                                                                       |                                                                         |
| 9-6-2024                                                                | Roseau                                                                  | Dominica                                                                | 2 – 3                                                                   | Giamaica                                                                | Qual. Mondiali 2026                                                     | -                                                                       | 46’                                                                     |
| 22-6-2024                                                               | Houston                                                                 | Messico                                                                 | 1 – 0                                                                   | Giamaica                                                                | Coppa America 2024 - 1º turno                                           | -                                                                       | 68’                                                                     |
| 26-6-2024                                                               | Paradise                                                                | Ecuador                                                                 | 3 – 1                                                                   | Giamaica                                                                | Coppa America 2024 - 1º turno                                           | -                                                                       | 46’                                                                     |
| 10-9-2024                                                               | Tegucigalpa                                                             | Honduras                                                                | 1 – 2                                                                   | Giamaica                                                                | CONCACAF Nations League 2024-2025 - 1º turno                            | -                                                                       | 46’                                                                     |
| 18-11-2024                                                              | Saint Louis                                                             | Stati Uniti                                                             | 4 – 2                                                                   | Giamaica                                                                | CONCACAF Nations League 2024-2025 - Quarti di finale                    | -                                                                       |                                                                         |
| Totale                                                                  |                                                                         | Presenze                                                                | 19                                                                      |                                                                         | Reti                                                                    | 1                                                                       |                                                                         |